# Arnold Vanderlyde
Arnold Petrus Maria Vanderlyde pisany również Vanderlijde (ur. 24 stycznia 1963  w Sittard) – holenderski bokser walczący w kategorii ciężkiej, trzykrotny medalista olimpijski.
Rozpoczął uprawianie boksu w 1978. Walczył w wadze ciężkiej (do 91 kilogramów).
Wystąpił na mistrzostwach Europy w 1983 w Warnie, ale przegrał pierwszą walkę w ćwierćfinale z późniejszym mistrzem Aleksandrem Jagubkinem z ZSRR. Na igrzyskach olimpijskich w 1984 w Los Angeles zdobył brązowy medal, przegrywając w półfinale z Williem de Witem z Kanady. Brązowy medal wywalczył również na mistrzostwach Europy w 1985 w Budapeszcie, po porażce w półfinale z Gyulą Alvicsem z Węgier.
Został srebrnym medalistą mistrzostw świata w 1986 w Reno po wygranej w półfinale z Michaelem Benttem ze Stanów Zjednoczonych i przegranej w finale z Félixem Savónem z Kuby. Zwyciężył na mistrzostwach Europy w 1987 w Turynie wygrywając w finale z Ramzanem Sibijewem z ZSRR.
Ponownie zdobył brązowy medal na igrzyskach olimpijskich w 1988 w Seulu, gdzie pokonał Henry’ego Akinwande z Wielkiej Brytanii i Gyulę Alvicsa, a w półfinale przegrał z późniejszym mistrzem Rayem Mercerem z USA. Na kolejnych mistrzostwach Europy w 1989 w Atenach obronił tytuł mistrzowski po zwycięstwach w półfinale nad Andrzejem Gołotą i w finale na Axelem Schulzem z NRD. Natomiast na mistrzostwach świata w 1989 w Moskwie przegrał pierwszą walkę z Félixem Savónem.
Po raz trzeci zdobył złoty medal na mistrzostwach Europy w 1991 w Göteborgu. Zajął drugie miejsce na mistrzostwach świata w 1991 w Sydney, po raz kolejny przegrywając w finale z Savónem.
Na igrzyskach olimpijskich w 1992 w Barcelonie zdobył po raz trzeci brązowy medal. W półfinale znowu pokonał go Savón. Po tym turnieju zakończył karierę bokserską.
Arnold Vanderlyde był mistrzem Holandii w wadze ciężkiej w latach 1983 i 1985-1991.
Stoczył w sumie 254 walki, z których wygrał 233, przegrał 20 i zremisował 1. Nigdy nie przeszedł na zawodowstwo.
Został wybrany najlepszym sportowcem Holandii w 1991. W 1994 został kawalerem Orderu Oranje-Nassau.